# Jinagathimmanahalli, Malur
Jinagathimmanahalli là một làng thuộc tehsil Malur, huyện Kolar, bang Karnataka, Ấn Độ.